# Üres székek politikája
Üres székek politikájának az Európai Unió történetében azt az időszakot nevezzük, amikor De Gaulle utasítására Franciaország visszavonta minisztereit az Európai Gazdasági Közösség Tanácsának üléseiről.

## Háttér
Az európai integrációs folyamatban szinte a kezdetektől folyt a vita az együttműködés jövőbeli formájáról és funkciójáról. Két fő koncepció állt szemben egymással, a "nemzetek feletti Európa" és a "nemzetállamok Európája".
- A szupranacionális, nemzetek feletti Európa alapja az volt, hogy a döntő szó a döntéshozatali folyamatokban az "összeurópai" szervek kezébe kerüljön.
- A nemzetállamok Európájának ("Europe des Patries") fő szószólója az ötvenes évek végétől Charles de Gaulle tábornok Franciaországa volt, amely szerint a döntéshozatali folyamatokban az egyes tagállamoknak, illetve kormányaiknak kell, hogy domináns szerepe legyen (innen a "nemzetállamok Európája" elnevezés) és nem a nemzetek feletti – közösségi szerveknek.

## Kirobban az európai integráció első legnagyobb válsága
1965-ben de Gaulle úgy vélte, hogy az európai integráció Franciaország számára veszélyes irányba – a nemzetek feletti Európa felé – halad. A francia államfő úgy látta, hogy a Közösségi döntéshozatal tervezett módosítása veszélyezteti a francia érdekeket (1966. január 1-jétől a Római Szerződés értelmében az EGK Tanácsa az egyhangú határozathozatalról áttért volna a többségi döntésekre). Egyrészt meg kívánta akadályozni a minősített többségi döntéshozatal bevezetését, másrészt nemzeti érdekekre hivatkozva elutasított számos bizottsági javaslatot. Amikor 1965. július 1-jén nem sikerült a mezőgazdasági finanszírozásról megállapodni, Franciaország visszahívta a Tanácsból képviselőjét. Franciaország (hiányzó) képviselői fél évig bojkottálták a közösségi intézmények munkáját. Ez gyakorlatilag a döntéshozatal megbénulását jelentette, mivel a döntések elfogadásához az összes tagállam hozzájárulására – tehát szükségszerűen jelenlétére – szükség volt. De Gaulle akaratának keresztülvitele érdekében ezt az üres székek politikáját alkalmazta 1965 júliusától 1966 januárjáig. Az 1965. decemberi francia választásokat követően az álláspont megváltozott, és a luxemburgi kompromisszumot követően a Tanács működése helyreállt.